# António Rocha (fadista)
António Rocha, de nome completo António Domingos Abreu Rocha, (Lisboa, 20 de junho de 1938) é um poeta e  fadista português. Alguns dos seus maiores êxitos são "Sombras da Madrugada", "Lá na Caserna", "Chorai Fadistas Chorai" e "Portas da Saudade"

## Biografia
António Rocha nasceu na Belém, em Lisboa, em 20 de junho de 1938. Começou a cantar ainda criança em retiros.
Em 1951, com apenas 13 anos, ganhou um concurso de Fado organizado pelo jornal Ecos de Portugal.
Deixando o ofício de ferrageiro (negociante de ferro ou de ferragens), tornou-se fadista profissional no Retiro Andaluz, em 1956, depois de ter sido desafiado por Deolinda Rodrigues que entretanto "amadrinhara" a sua carreira. Como padrinho  padrinho artístico teve o poeta Conde de Sobral.
Ainda em 1956, entra para a Emissora Nacional e surge em programas de televisão e é convidado a gravar o seu primeiro EP.
Em 1959, foi eleito "Rei" do Fado menor, num concurso do Café Luso e, em 1967, numa votação realizada pelo público para a revista Plateia, seria aclamado "Rei do Fado".
António Rocha o primeiro a gravar, depois de Amália Rodrigues e no mesmo ano que esta, o tema "Vou Dar de Beber à Dor", de Alberto Janes, (mais conhecido por "A Casa da Mariquinhas") tendo o single vendido, em 1968, um valor recordista de mais de 100 000 cópias.
Com uma extensa discografia, sobretudo do tempo do vinil, alguns dos seus maiores êxitos são "Sombras da Madrugada", "Lá na Caserna", "Chorai Fadistas Chorai" e "Portas da Saudade".
Um dos pontos altos da sua carreira a nível internacional foi o álbum Tears of Lisbon, lançado em 1996 pela Sony Classical. Com Beatriz da Conceição foi convidado pelo belga Paul Van Negel, diretor do agrupamento de música erudita Huelgas-Ensemble, a participar neste trabalho que conjugou fado tradicional e música do século XVI, incluindo composições de Manuel Mendes (1547–1605) e nomes mais actuais como Joaquim Pimentel, Fontes Rocha, Paulo Valentim, Armando Machado, Francisco Viana ou Fernando Tordo.
De entre sua extensa lista de apresentações ao vivo, destacam-se o ter sido artista convidado do programa Lisboa Capital Europeia da Cultura, em 1994 e da Expo'98, tendo actuado também no Porto Capital Europeia da Cultura, em 2001, neste caso integrando o espectáculo Fado - Os Poetas Populares. De notar ainda o estatuto de convidado especial que lhe foi atribuído no "Encuentros en La Música", de Tenerife, Espanha em 2001.
Ainda em 2006 foi lançada Antologia. Com edição da Movieplay, este duplo CD reuniu 30 fados reflectindo mais de 40 anos de carreira com  gravações das décadas de 1960, 1970 e 1980. Entre os nomes que participaram nestes temas podem-se encontrar os de António Chaínho, Carlos Gonçalves, José Maria Nóbrega, Raul Silva, ou a orquestra de Ferrer Trindade.
O primeiro disco a solo gravado ao vivo por António Rocha só surgiu aos 76 anos. Acompanhado à guitarra portuguesa por Fernando Silva e à viola por Paulo Ramos, o trabalho, Lisboa, Cidade, Fado, foi numa produção dirigida pelo maestro Paul van Nevel, gravada na noite a 9 de novembro de 2014 nas Arcadas do Faia, ao Bairro Alto, em Lisboa.
António Rocha é professor de fado, na Casa do Fado e Guitarra Portuguesa, em Alfama, e entre 2001 e 2004 foi professor do Gabinete de Ensaios para Intérpretes de Fado, na Escola de Guitarra Portuguesa do Museu do Fado.

## Prémios e reconhecimento
Em 2006, António Rocha foi reconhecido com o prémio Carreira Masculina atribuído pela Fundação Amália Rodrigues.
Foi uma das 50 figuras do fado e da guitarra portuguesa homenageadas, em 2012, aquando da celebração do primeiro aniversário do fado enquanto Património Imaterial da Humanidade, tendo nessa altura recebido a Medalha Municipal de Mérito (Grau Ouro), da cidade de Lisboa. 

## Discografia
- Silêncio, Ternura e Fado (2003, Ovação)[1][2][4]
- Lisboa, Cidade, Fado (2015, Sony Classical)[4]

### Compilações
- Colecção O Melhor dos Melhores (n.º 64) (1998, CD, Movieplay)[8]
- Antologia (2006, CDx2, Movieplay)[3][9]

### Participações
- Tears of Lisbon da Huelgas-Ensemble, Paul Van Nevel (1996, CD, Sony Classical)[1][10]
- Disfarce no álbum Amor é água que corre de Marco Oliveira (2016, CD, HM Música)